# Eerste divisie (vrouwenhandbal) 2021/22
De eerste divisie 2021/22 is de op een na hoogste afdeling van het Nederlandse handbal bij de dames op landelijk niveau.

## Opzet
- De nummer 1 is kampioen en promoveert rechtstreeks naar de eredivisie
- De nummers 15 en 16, degraderen rechtstreeks naar de tweede divisie

Indien een vereniging met een team dat uitkomt in de eredivisie, een 2 e team heeft dat uitkomt in de eerste divisie, kan het team van betrokken vereniging niet in aanmerking komen voor promotie naar de eredivisie.
Indien een team kampioen wordt en niet kan promoveren naar de eredivisie promoveert de eerstvolgende op de ranglijst, mits die geen team in de eredivisie heeft, alsnog rechtstreeks naar de eredivisie.

## Teams
| Ploeg                           | Plaats     | Provincie     | Trainer                                                     | Hal                    |
| ------------------------------- | ---------- | ------------- | ----------------------------------------------------------- | ---------------------- |
| Green Park Handbal Aalsmeer     | Aalsmeer   | Noord-Holland | Alex Plum                                                   | De Bloemhof            |
| DSS                             | Heemskerk  | Noord-Holland | Michel van Dijk                                             | de Waterakkers         |
| Misker/E&O                      | Emmen      | Drenthe       | Jan Gerald Mulder Mart Aalderink ontslagen op december 2021 | Angelslo               |
| Foreholte                       | Voorhout   | Zuid-Holland  | Marc Klein                                                  | De Tulp                |
| PCA/Kwiek 2                     | Raalte     | Overijssel    | Edward Wolf                                                 | Sporthal Tijenraan     |
| M.H.V. '81                      | Mill       | Noord-Brabant | Rob van de Akker                                            | De Looierij            |
| PSV Handbal                     | Eindhoven  | Noord-Brabant | Jeroen Baart                                                | de Vijfkamp            |
| Westfriesland/SEW 2             | Nibbixwoud | Noord-Holland | Theo Bakker                                                 | de Bloesem             |
| HV Quintus 2                    | Kwintsheul | Zuid-Holland  | Willen Jan Ruder                                            | Eekhout Hal            |
| De Tukkers                      | Albergen   | Overijssel    | Nicol Kooiker                                               | Sportpark het Loarkamp |
| VENECO/VELO                     | Wateringen | Zuid-Holland  | Zsigmond Makay                                              | Velohal                |
| OTTO Work Force/VOC Amsterdam 2 | Amsterdam  | Noord-Holland | Elly An de Boer                                             | Elzenhagen             |
| JuRo Unirek/VZV 2               | 't Veld    | Noord-Holland | Jitse Blommestein                                           | 't Zijveld             |
| Westsite                        | Amsterdam  | Noord-Holland | Celine van Koningsbrugge                                    | Calandhal              |
| Z.A.P.                          | Breezand   | Noord-Holland | Stefan Baars                                                | de Zwaluwenvlucht      |

## Stand
| Pos | Club                            | Wed | W  | G | V  | Ptn | DV  | DT  | +/−  | Opmerking                         |
| --- | ------------------------------- | --- | -- | - | -- | --- | --- | --- | ---- | --------------------------------- |
| 1   | OTTO Work Force/VOC Amsterdam 2 | 27  | 25 | 0 | 2  | 50  | 904 | 610 | 294  |                                   |
| 2   | VENECO/VELO                     | 28  | 17 | 2 | 9  | 36  | 838 | 753 | 85   | Promotie naar de eredivisie       |
| 3   | HV Quintus 2                    | 28  | 18 | 0 | 10 | 36  | 875 | 803 | 72   |                                   |
| 4   | M.H.V. '81                      | 28  | 16 | 2 | 10 | 34  | 784 | 769 | 15   |                                   |
| 5   | PSV Handbal                     | 28  | 16 | 1 | 11 | 33  | 774 | 730 | 44   |                                   |
| 6   | PCA/Kwiek 2                     | 28  | 16 | 1 | 11 | 33  | 702 | 678 | 24   |                                   |
| 7   | Misker/E&O                      | 28  | 14 | 4 | 10 | 32  | 735 | 685 | 50   |                                   |
| 8   | Westsite                        | 25  | 14 | 1 | 10 | 29  | 629 | 613 | 16   |                                   |
| 9   | Westfriesland/SEW 2             | 26  | 12 | 3 | 11 | 27  | 698 | 700 | -2   |                                   |
| 10  | Foreholte                       | 28  | 8  | 5 | 15 | 21  | 787 | 825 | -38  |                                   |
| 11  | DSS                             | 28  | 9  | 2 | 17 | 20  | 684 | 814 | -130 |                                   |
| 12  | Z.A.P.                          | 28  | 7  | 4 | 17 | 18  | 646 | 756 | -110 |                                   |
| 11  | De Tukkers                      | 26  | 8  | 1 | 17 | 17  | 638 | 740 | -102 |                                   |
| 13  | JuRo Unirek/VZV 2               | 28  | 7  | 1 | 20 | 15  | 727 | 791 | -64  |                                   |
| 15  | Green Park Handbal Aalsmeer     | 28  | 5  | 1 | 22 | 11  | 676 | 830 | -154 | Degradatie naar de tweede divisie |